# 鈴木重実 (鎌倉時代)
鈴木 重実（すずき しげざね、生没年不詳）は、鎌倉時代後期の武将・豪族。穂積姓、藤白鈴木氏の当主。鈴木重時の子。子に繁伴、重恒がおり、繁伴は鎌倉幕府倒幕の際に北条高時に味方して窮地に陥り、伊豆国江梨に下って江梨鈴木氏の祖となった。
平安時代の鈴木庄司重実の12代後の子孫にあたる。